# Biutiful
Cet article possède un paronyme, voir Beautiful.
Pour plus de détails, voir Fiche technique et Distribution.
Biutiful est un film mexicano-espagnol réalisé par Alejandro González Iñárritu, sorti en 2010.
Il a été présenté en sélection officielle au Festival de Cannes 2010 où il a valu à Javier Bardem le prix d'interprétation masculine, ex æquo avec Elio Germano pour La nostra vita.

## Synopsis
Uxbal est un marginal, à la fois père de famille barcelonais vivant de l'organisation de trafics liés à l'économie souterraine de la ville et au travail d'immigrés illégaux (d'origine sénégalaise et chinoise) et voyant capable de communiquer avec les personnes qui viennent de mourir, pour les aider à passer dans l'au-delà. Il vit misérablement et tente d'élever seul ses deux enfants, Mateo et Ana. Leur mère, Marambra, est atteinte de troubles bipolaires et s'est vue retirer la garde de ses enfants.
Sa vie va être bouleversée par la découverte d'un cancer de la prostate qui ne lui laisse plus que quelques mois d'espérance de vie. L'une de ses proches, à qui il rend visite, ressent qu'il va mourir très prochainement et lui conseille de « régler ses affaires ». Il va suivre ce conseil et tenter d'assurer l'avenir immédiat de ses enfants après sa mort en redoublant d'effort dans ses activités illégales et en tentant de renouer un lien avec la mère de ses enfants.

## Fiche technique
Sauf indication contraire, les informations mentionnées dans cette section peuvent être confirmées par la base de données cinématographiques IMDb,  présente dans la section « Liens externes ».
- Titre : Biutiful

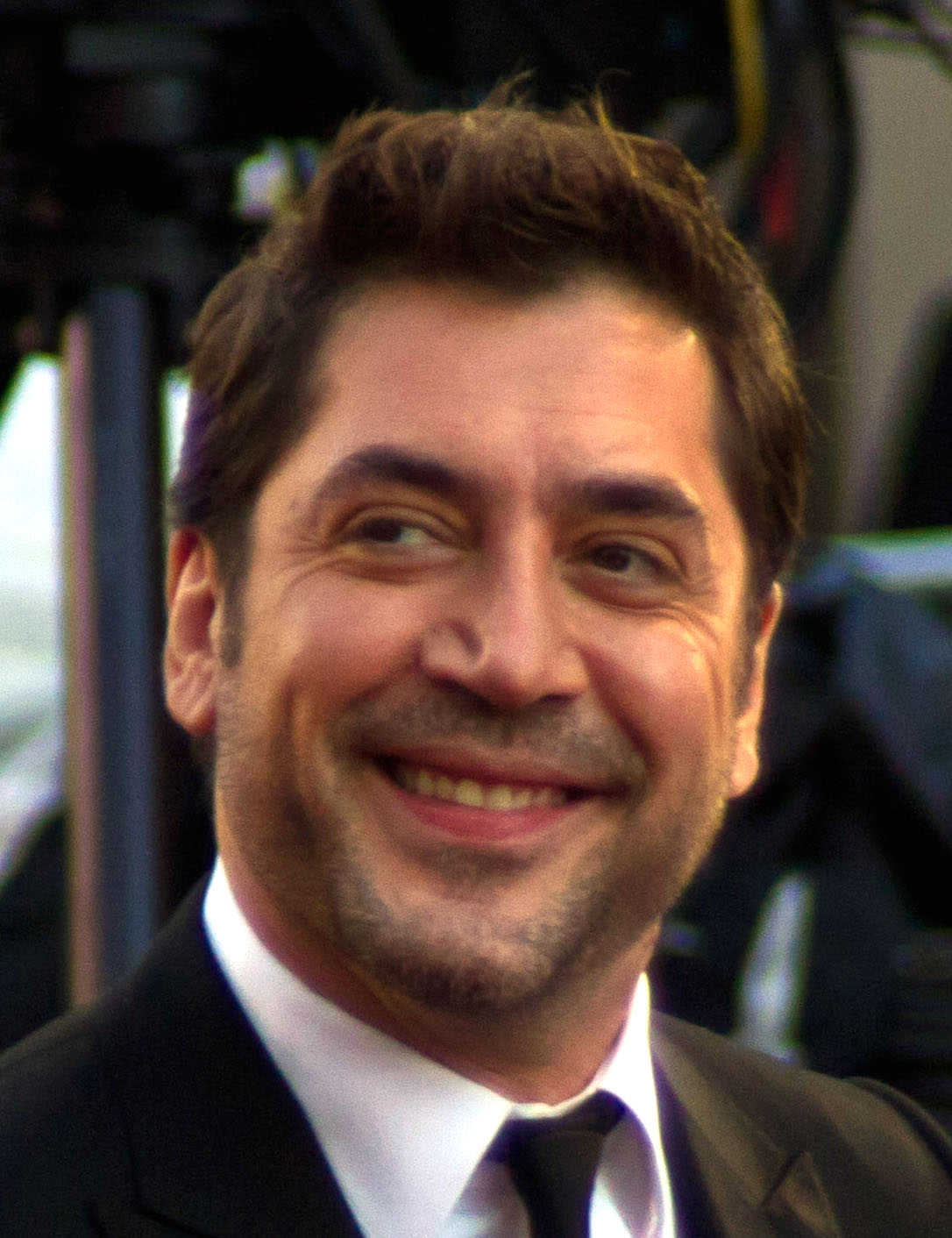
La tête d'affiche Javier Bardem, aux Oscars 2011, où il a reçu une nomination, pour ce film, à l'Oscar du meilleur acteur.

- Réalisation : Alejandro González Iñárritu
- Scénario : Alejandro González Iñárritu, Armando Bo et Nicolás Giacobone, d'après une histoire de Alejandro González Iñárritu
- Musique : Gustavo Santaolalla
- Direction artistique : Marina Pozanco et Sylvia Steinbrecht
- Décors : Brigitte Broch
- Costumes : Paco Delgado et Bina Daigeler
- Photographie : Rodrigo Prieto
- Son : Bob Beemer, Leslie Shatz
- Montage : Stephen Mirrione
- Production : Alejandro González Iñárritu, Fernando Bovaira et Jon Kilik

Coproduction : Sandra Hermida Muñiz, Ann Ruark et Edmon Roch
Production associée : Alfonso Cuarón et Guillermo del Toro
Production déléguée : David Linde
- Sociétés de production[1] : Ikiru Films et Cha Cha Chá Films
  - présenté par : Menageatroz et Mod Producciones
  - avec la participation de : Televisión Española (TVE) et Televisió de Catalunya (TV3)
  - en association avec : Focus Features
- Sociétés de distribution[1] :
  - Mexique : Videocine
  - France : ARP Sélection
  - Canada : Maple Pictures
- Budget : 35 millions MXN[2]
- Pays d'origine :  Mexique,  Espagne
- Langue originale : Espagnol, Chinois, Wolof
- Format[3] : couleur - 35 mm - 1,85:1 / 2,85:1 - son Dolby | Dolby Digital
- Genre : drame, romance
- Durée : 148 minutes
- Dates de sortie[4] :
  - France : 20 octobre 2010
  - Mexique : 22 octobre 2010
  - Espagne : 3 décembre 2010
- Dates de sortie (Festival)[4] :
  - France : 17 mai 2010 (Festival de Cannes)
  - États-Unis : 4 septembre 2010 (Festival du film de Telluride) ; 8 octobre 2010 (Festival du film de Mill Valley)
  - Canada : 10 septembre 2010 (Festival international du film de Toronto) ; 2 octobre 2010 (Festival international du film de Vancouver) ; 17 octobre 2010 (Festival du nouveau cinéma de Montréal)
  - Mexique : 16 octobre 2010 (Festival international du film de Morelia)
  - Royaume-Uni : 26 octobre 2010 (Festival du film de Londres)
  - Suède : 18 novembre 2010 et 11 novembre 2011 (Festival international du film de Stockholm)
  - Norvège : 19 novembre 2010 (Festival international du film d'Oslo)
  - Estonie : 25 novembre 2010 (Festival du film Nuits noires de Tallinn)
  - Indonésie : 5 décembre 2010 (Festival international du film de Jakarta)
  - Émirats arabes unis : 18 décembre 2010 (Festival international du film de Dubaï)
  - Serbie : 3 mars 2011 (Festival international du film de Belgrade)
  - Pays-Bas : 15 septembre 2013 (Film by the Sea Film Festival)
- Classification[5] :
  -  Espagne : Déconseillé aux moins de 12 ans (en)
  -  Mexique : Déconseillé aux enfants de moins de 15 ans (en) (B-15 - Not recommended for children under 15).
  -  États-Unis : R - Restricted
  -  France : 
    - Tous publics avec avertissement (des scènes, des propos ou des images peuvent heurter la sensibilité des spectateurs)[6] (visa d'exploitation no 127590 délivré le 8 octobre 2010)[7],[Note 1].
    - Déconseillé aux moins de 12 ans lors de sa diffusion à la télévision[8]

## Distribution
- Javier Bardem (VF : Bernard Gabay) : Uxbal
- Maricel Alvarez (VF : Dorothée Pousséo) : Marambra
- Eduard Fernández (VF : Jacques Bouanich) : Tito, le frère d'Uxbal
- Hanaa Bouchaib (VF : Jade Pradin) : Ana, la fille d'Uxbal et Maramba, 10 ans
- Guillermo Estrella (VF : Victor Quilichini) : Mateo, le fils d'Uxbal et Maramba, 7 ans
- Diaryatou Daff (VF : Claudia Tagbo) : Ige, sénégalaise en difficulté
- Cheikh Ndiaye (VF : Frantz Confiac) : Ekweme, le compagnon d'Ige
- Cheng Tai Shen (VF : Yann Pichon) : Hai
- Luo Jin (VF : Yoann Sover) : Liwei, l'amant de Hai
- Ana Wagener (VF : Diane Pierens) : Bea, l'amie clairvoyante d'Uxbal
- Rubén Ochandiano (VF : Guillaume Lebon) : Zanc, le flic ripou
- Karra Elejalde (VF : Patrice Baudrier) : Mendoza, le chef de chantier exploiteur
- Félix Cubero : le fonctionnaire
- Manolo Solo : le médecin
- Nasser Saleh : un jeune homme (muchacho), le père d'Uxbal

Source et légende : version française (VF) selon le carton de doublage.

## Distinctions
Entre 2010 et 2012, Biutiful a été sélectionné 92 fois dans diverses catégories et a remporté 21 récompenses,.

### Année 2010
| Festivals de cinéma                                                            | Catégorie / Récompense                           | Nommé(es) / Lauréat(es)                                          | Nommé(es) / Lauréat(es) |
| ------------------------------------------------------------------------------ | ------------------------------------------------ | ---------------------------------------------------------------- | ----------------------- |
| Association des critiques de cinéma de Chicago                                 | Meilleur film en langue étrangère                | -                                                                | Nomination              |
| Association des critiques de cinéma de Dallas-Fort Worth                       | Prix DFWFCA du meilleur film en langue étrangère | -                                                                | Lauréat                 |
| Association des critiques de cinéma de Saint-Louis                             | Meilleur acteur                                  | Javier Bardem                                                    | Nomination              |
| Association des critiques de cinéma de Saint-Louis                             | Meilleur scénario original                       | Alejandro González Iñárritu, Armando Bo III et Nicolás Giacobone | Nomination              |
| Association des critiques de cinéma de Saint-Louis                             | Meilleur film en langue étrangère                | -                                                                | Nomination              |
| Association des critiques de cinéma du sud-est                                 | Meilleur film en langue étrangère                | -                                                                | Nomination              |
| Association des critiques de films de l'Utah                                   | Meilleur film non anglophone                     | -                                                                | Nomination              |
| Association des critiques de films de la région de Washington DC               | Prix WAFCA du meilleur film en langue étrangère  | -                                                                | Lauréat                 |
| Association des journalistes cinématographiques de l'Indiana                   | Meilleur film en langue étrangère                | -                                                                | Nomination              |
| Communauté du circuit des récompenses (Awards Circuit Community Awards (ACCA)) | ACCA du meilleur film en langue étrangère        | -                                                                | Lauréat                 |
| Festival de Cannes,                                                            | Prix d'interprétation masculine                  | Javier Bardem                                                    | Lauréat                 |
| Festival de Cannes,                                                            | Prix Vulcain de l'artiste technique              | Bob Beemer, Leslie Shatz et Jon Taylor                           | Lauréat                 |
| Festival de Cannes,                                                            | Sélection officielle en compétition              | -                                                                | -                       |
| Festival international du film de Capri Hollywood (Capri, Hollywood)           | Prix Exploit Capri                               | Maricel Álvarez                                                  | Lauréat                 |
| Festival international du film de Mumbai                                       | Prix du choix du public                          | Alejandro González Iñárritu                                      | Lauréat                 |
| Prix Satellites                                                                | Meilleur acteur dans un film dramatique          | Javier Bardem                                                    | Nomination              |
| Prix Satellites                                                                | Meilleur scénario original                       | Alejandro González Iñárritu, Armando Bo et Nicolás Giacobone     | Nomination              |
| Prix Satellites                                                                | Meilleur film en langue étrangère                | -                                                                | Nomination              |
| Société des critiques de cinéma de Houston                                     | Meilleur film en langue étrangère                | -                                                                | Nomination              |
| Société des critiques de films de Las Vegas                                    | Meilleur film en langue étrangère                | -                                                                | Nomination              |
| Société des critiques de films de Phoenix                                      | Prix PFCS du meilleur film en langue étrangère   | -                                                                | Lauréat                 |
| Société des critiques de films de San Diego                                    | Meilleur film en langue étrangère                | -                                                                | Nomination              |

### Année 2011
| Festivals de cinéma | Catégorie / Récompense                                                                                       | Nommé(es) / Lauréat(es) | Nommé(es) / Lauréat(es) |
| --- | --- | --- | ----------------------- |
| Alliance des femmes journalistes de cinéma                                                                                  | Meilleur acteur                                                                                              | Javier Bardem | Nomination              |
| Alliance des femmes journalistes de cinéma                                                                                  | Meilleur film non anglophone                                                                                 | Alejandro González Iñárritu | Nomination              |
| Association des critiques de cinéma                                                                                         | Meilleur film en langue étrangère                                                                            | Alejandro González Iñárritu | Nomination              |
| Association des écrivains cinématographiques d'Andalousie (ASECAN / Asociación de Escritores Cinematográficos de Andalucía) | Prix Antoñita Colomé de la meilleure performance masculine                                                   | Manolo Solo | Lauréat                 |
| Association des écrivains cinématographiques d'Andalousie (ASECAN / Asociación de Escritores Cinematográficos de Andalucía) | Meilleur film espagnol                                                                                       | Alejandro González Iñárritu | Nomination              |
| Association du cinéma et de la télévision en ligne (Online Film & Television Association)                                   | Meilleur film en langue étrangère                                                                            | - | Nomination              |
| Association turque des critiques de cinéma (Turkish Film Critics Association (SIYAD) Awards)                                | Meilleur film étranger                                                                                       | 10e place | Nomination              |
| Brutus du cinéma | Meilleur film étranger                                                                                       | Alejandro González Iñárritu | Nomination              |
| Cadres argentés | Prix Cadres Argentés du meilleur acteur                                                                      | Javier Bardem | Lauréat                 |
| Cercle des écrivains de cinéma (Espagne) (Cinema Writers Circle Awards)                                                     | Prix CEC du meilleur acteur                                                                                  | Javier Bardem | Lauréat                 |
| Cercle des écrivains de cinéma (Espagne) (Cinema Writers Circle Awards)                                                     | Meilleur film                                                                                                | Alejandro González Iñárritu | Nomination              |
| Cercle des écrivains de cinéma (Espagne) (Cinema Writers Circle Awards)                                                     | Meilleur scénario original                                                                                   | Alejandro González Iñárritu, Armando Bo III et Nicolás Giacobone                                                                          | Nomination              |
| Cercle des écrivains de cinéma (Espagne) (Cinema Writers Circle Awards)                                                     | Meilleur réalisateur                                                                                         | Alejandro González Iñárritu | Nomination              |
| Éditeurs de sons de films                                                                                                   | Meilleur montage sonore - Effets sonores, bruitages, dialogues et doublages dans un film en langue étrangère | Martín Hernández, Alejandro Quevedo, Arturo Zarate, Vanesa Lorena Tate, James Moriana, Jeffrey Wilhoit, Álex F. Capilla et Roland N. Thai | Nomination              |
| Festival international du film de Marrakech                                                                                 | Génération                                                                                                   | Alejandro González Iñárritu | Nomination              |
| Festival international du film de Palm Springs                                                                              | Prix de l'étoile internationale                                                                              | Javier Bardem | Lauréat                 |
| Golden Globes, | Meilleur film en langue étrangère                                                                            | - | Nomination              |
| Grand Prix international de doublage (Gran Premio Internazionale del Doppiaggio)                                            | Meilleur acteur de doublage voix                                                                             | Roberto Pedicini (Pour le doublage de Javier Bardem.)                                                                                     | Nomination              |
| Grand Prix international de doublage (Gran Premio Internazionale del Doppiaggio)                                            | Meilleure actrice de doublage voix de second rôle                                                            | Irene Di Valmo (Pour le doublage de Maricel Álvarez.)                                                                                     | Nomination              |
| Grand Prix international de doublage (Gran Premio Internazionale del Doppiaggio)                                            | Meilleure direction de doublage                                                                              | Carlo Cosolo | Nomination              |
| Grand Prix international de doublage (Gran Premio Internazionale del Doppiaggio)                                            | Meilleur film                                                                                                | - | Nomination              |
| Oscars du cinéma, | Meilleur acteur                                                                                              | Javier Bardem | Nomination              |
| Oscars du cinéma, | Meilleur film en langue étrangère de l'année                                                                 | - | Nomination              |
| Prix ACE | Prix ACE du meilleur acteur                                                                                  | Javier Bardem | Lauréat                 |
| Prix Ariel | Ariel d'argent de la meilleure photographie                                                                  | Rodrigo Prieto | Lauréat                 |
| Prix Ariel | Meilleur acteur                                                                                              | Javier Bardem | Nomination              |
| Prix Ariel | Meilleure actrice                                                                                            | Maricel Álvarez | Nomination              |
| Prix Ariel | Meilleur montage                                                                                             | Stephen Mirrione | Nomination              |
| Prix Ariel | Meilleure musique originale                                                                                  | Gustavo Santaolalla | Nomination              |
| Prix Ariel | Meilleur maquillage                                                                                          | Alessandro Bertolazzi | Nomination              |
| Prix Ariel | Meilleur costumier                                                                                           | Paco Delgado | Nomination              |
| Prix Bodil | Meilleur film étranger                                                                                       | Alejandro González Iñárritu | Nomination              |
| Prix du Derby d'or | Prix du Derby d'or du meilleur film en langue étrangère                                                      | - | Lauréat                 |
| Prix Goya, | Goya du meilleur acteur                                                                                      | Javier Bardem | Lauréat                 |
| Prix Goya, | Meilleur acteur dans un second rôle                                                                          | Eduard Fernández | Nomination              |
| Prix Goya, | Meilleure actrice dans un second rôle                                                                        | Ana Wagener | Nomination              |
| Prix Goya, | Meilleur scénario original                                                                                   | Alejandro González Iñárritu, Armando Bo III et Nicolás Giacobone                                                                          | Nomination              |
| Prix Goya, | Meilleure musique originale                                                                                  | Gustavo Santaolalla | Nomination              |
| Prix Goya, | Meilleure production                                                                                         | Rodrigo Prieto | Nomination              |
| Prix Goya, | Meilleure photographie                                                                                       | Rodrigo Prieto | Nomination              |
| Prix Goya, | Meilleurs costumes                                                                                           | Brigitte Broch | Nomination              |
| Prix Goya, | Meilleur montage                                                                                             | Stephen Mirrione | Nomination              |
| Prix Goya, | Meilleurs décors                                                                                             | Brigitte Broch | Nomination              |
| Prix NAACP de l'image | Prix de l'image du meilleur film étranger                                                                    | - | Lauréat                 |
| Récompenses des arts du cinéma et de la télévision de la British Academy,                                                   | Meilleur acteur                                                                                              | Javier Bardem | Nomination              |
| Récompenses des arts du cinéma et de la télévision de la British Academy,                                                   | Meilleur film en langue étrangère                                                                            | Alejandro González Iñárritu, Jon Kilik et Fernando Bovaira                                                                                | Nomination              |
| Société des critiques de cinéma de Denver                                                                                   | Meilleur film en langue étrangère                                                                            | - | Nomination              |
| Union des acteurs espagnols (Spanish Actors Union)                                                                          | Prix de l'Union des acteurs espagnols du meilleur acteur                                                     | Javier Bardem | Lauréat                 |
| Union des acteurs espagnols (Spanish Actors Union)                                                                          | Prix de l'Union des acteurs espagnols de la meilleure actrice dans un second rôle                            | Ana Wagener | Lauréat                 |
| Union des acteurs espagnols (Spanish Actors Union)                                                                          | Meilleure actrice                                                                                            | Maricel Álvarez | Nomination              |
| Union des acteurs espagnols (Spanish Actors Union)                                                                          | Meilleur acteur dans un second rôle                                                                          | Eduard Fernández | Nomination              |

### Année 2012
| Festivals de cinéma                               | Catégorie / Récompense                                             | Nommé(es) / Lauréat(es) | Nommé(es) / Lauréat(es) |
| ------------------------------------------------- | ------------------------------------------------------------------ | --- | ----------------------- |
| Prix CinEuphoria (CinEuphoria Awards)             | CinEuphoria du meilleur acteur - Compétition internationale        | Javier Bardem | Lauréat                 |
| Prix CinEuphoria (CinEuphoria Awards)             | CinEuphoria du Top 10 de l'année - Compétition internationale      | Alejandro González Iñárritu | Lauréat                 |
| Prix CinEuphoria (CinEuphoria Awards)             | Meilleur film - Compétition internationale                         | Alejandro González Iñárritu, Sandra Hermida Muñiz, Fernando Bovaira, Jon Kilik, Edmon Roch et Ann Ruark | Nomination              |
| Prix CinEuphoria (CinEuphoria Awards)             | Meilleure actrice dans un second rôle - Compétition internationale | Maricel Álvarez | Nomination              |
| Prix CinEuphoria (CinEuphoria Awards)             | Meilleur réalisateur - Compétition internationale                  | Alejandro González Iñárritu | Nomination              |
| Prix CinEuphoria (CinEuphoria Awards)             | Meilleur scénario - Compétition internationale                     | Alejandro González Iñárritu, Armando Bo III et Nicolás Giacobone | Nomination              |
| Prix CinEuphoria (CinEuphoria Awards)             | Meilleure musique originale - Compétition internationale           | Gustavo Santaolalla | Nomination              |
| Prix CinEuphoria (CinEuphoria Awards)             | Meilleure photographie - Compétition internationale                | Rodrigo Prieto | Nomination              |
| Prix CinEuphoria (CinEuphoria Awards)             | Meilleur montage - Compétition internationale                      | Stephen Mirrione | Nomination              |
| Prix CinEuphoria (CinEuphoria Awards)             | Meilleur maquillage - Compétition internationale                   | Alessandro Bertolazzi | Nomination              |
| Prix CinEuphoria (CinEuphoria Awards)             | Meilleure direction artistique - Compétition internationale        | Brigitte Broch, Marina Pozanco, Sylvia Steinbrecht, Lluïsa Ferré, Laura Musso et Joan Sabaté | Nomination              |
| Prix CinEuphoria (CinEuphoria Awards)             | Meilleure distribution - Compétition internationale                | Javier Bardem, Eduard Fernández, Cheikh Ndiaye, Ana Wagener, Rubén Ochandiano, Karra Elejalde, Maricel Álvarez, Hanaa Bouchaib, Guillermo Estrella, Diaryatou Daff, Cheng Taishen, Luo Jin, George Chibuikwem Chukwuma et Lang Sofia Lin | Nomination              |
| Prix CinEuphoria (CinEuphoria Awards)             | Meilleure bande-annonce - Compétition internationale               | - | Nomination              |
| Prix Chlotrudis                                   | Meilleur acteur                                                    | Javier Bardem | Nomination              |
| Prix José María Forqué (José María Forqué Awards) | Meilleur acteur                                                    | Javier Bardem | Nomination              |
| Prix Rembrandt                                    | Meilleur acteur international                                      | Javier Bardem | Nomination              |